# Église Saint-Gervais-et-Saint-Protais de Cuiry-lès-Chaudardes
L'église Saint-Gervais-et-Saint-Protais est une église située à Cuiry-lès-Chaudardes, en France.

## Localisation
L'église est située sur la commune de Cuiry-lès-Chaudardes, dans le département de l'Aisne.

## Historique
Son édification s'est étalée sur les 12e siècle, 13e siècle et 14e siècle.
Le monument est classé au titre des monuments historiques en 1922.